# Production d'eau potable
Cet article concerne le traitement de l'eau potable. Pour le traitement de l'eau industrielle, voir Purification de l'eau.
La production d'eau potable correspond à toute action, ou traitement, permettant de produire de l'eau potable à partir d'une eau naturelle plus ou moins polluée. Le traitement nécessaire dépend fortement de la qualité de la ressource en eau. Il varie aussi avec le niveau d'exigence et les normes appliquées, différents suivant les pays. Il est pris en charge par la collectivité (« en régie », par la commune ou un groupement de commune en général) ou délégué à une entreprise privée (délégation de service public), avec des coûts variant beaucoup selon les contextes,.
Certains micropolluants (pesticides, nitrates, résidus de médicaments), dont certains sont des perturbateurs endocriniens à faible dose, restent parfois difficiles à éliminer. Dans les régions arides, il s'agit aussi d'une « gestion de la rareté ».

## Origine de l'eau
Il existe quatre réserves disponibles d'eaux naturelles :
- les eaux souterraines : aquifère, nappe phréatique, infiltration ;
- les eaux de surface captives ou en écoulement : glaciers, lacs, étangs, rivières, fleuves ;
- les eaux de mer ;
- les eaux saumâtres ;

### Eaux souterraines

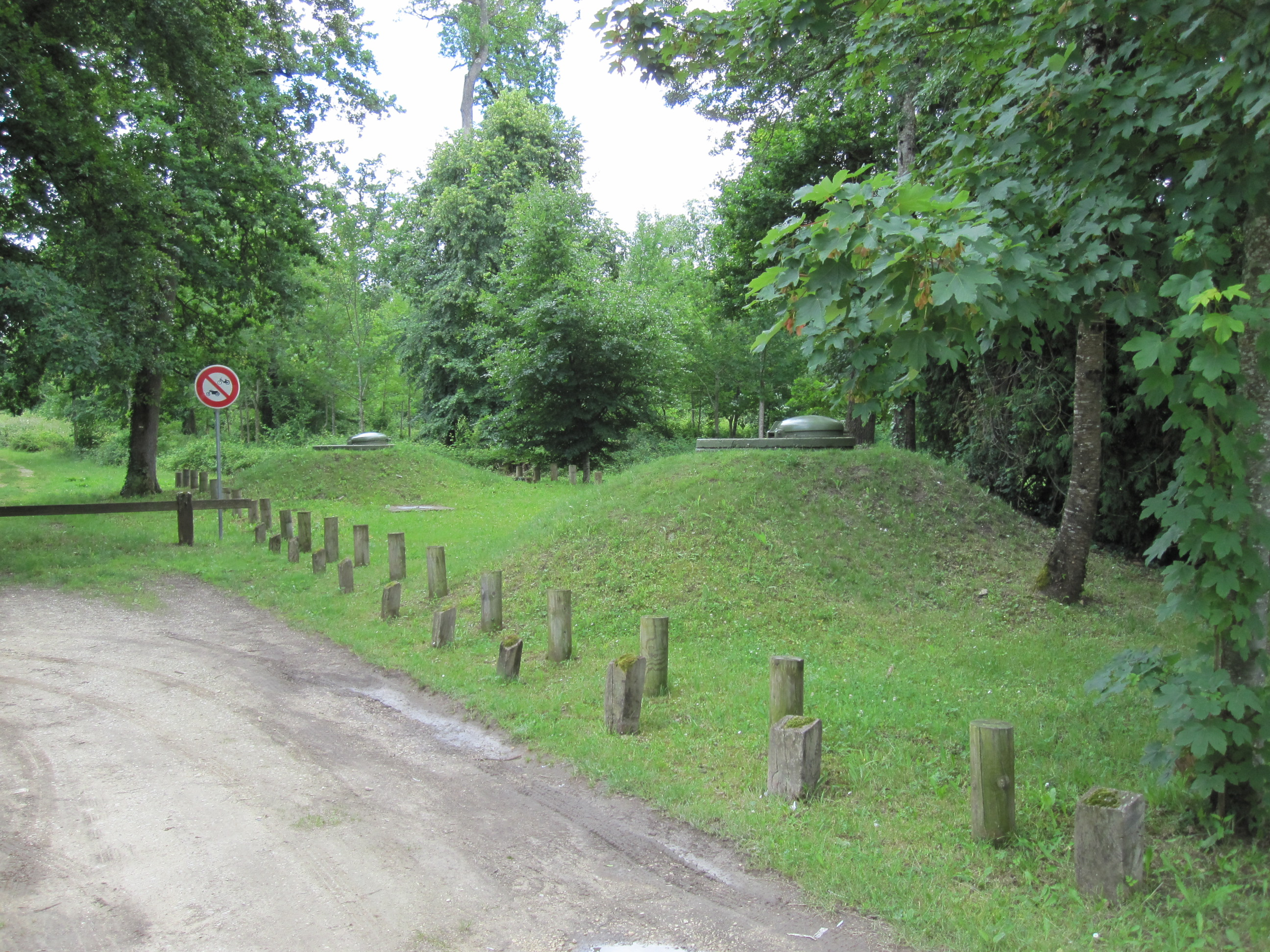
Puits de pompage d'eaux brutes.

Les eaux souterraines sont contenues dans des aquifères de natures très variées, définies par la porosité et la structure du terrain. Ces paramètres déterminent le type de nappe et le mode de circulation de l'eau.
La nature géologique du terrain a une influence déterminante sur la composition chimique de l'eau. À chaque instant s'établit un équilibre entre la composition du terrain et celle de l'eau :
- les terrains sablonneux ou granitiques fournissent des eaux acides et peu minéralisées ;
- les terrains calcaires fournissent des eaux calciques, minéralisées et incrustantes.

Les eaux souterraines ont longtemps été synonymes d'eau propre, répondant naturellement aux normes de potabilité. Ces eaux sont moins sensibles aux pollutions accidentelles mais les traitements effectués en surface peuvent les rendre impropres à la consommation.
Les nappes libres sont plus sensibles, étant alimentées par l'infiltration des eaux de surface, que les nappes captives, séparées par une couche imperméable. Les plus sensibles sont les nappes alluviales, directement influencées par la qualité de l'eau de la rivière.
Lorsqu'une ressource souterraine a été polluée, il est difficile de récupérer la pureté d'origine, les polluants ayant contaminé l'eau mais également le terrain environnant (fixation et adsorption sur les roches et minéraux du sous-sol).
Suivant le terrain d'origine, les eaux souterraines peuvent contenir des éléments dépassant les normes de potabilité. Notamment du fer, du manganèse, du sulfure d'hydrogène (H2S), du fluor, de l'arsenic, etc. Toutes les eaux présentant ces dépassements doivent être traitées avant distribution.
Certaines législations en France et en Europe, entre autres, définissent des caractéristiques spécifiques pour les eaux minérales. Distribuées en bouteille, ces eaux souterraines peuvent contenir des éléments en concentration supérieure à la concentration autorisée pour l'eau potable. Les caractéristiques sont définies par une autre norme.

### Eaux de surface
Les eaux de surface ont pour origines soit les eaux souterraines (par une résurgence, source), soit les eaux de ruissellement. Ces eaux se regroupent en cours d'eau et sont caractérisées par une surface libre, surface de contact entre l'eau et l'atmosphère, toujours en mouvement, avec une vitesse variable. Les eaux de surface peuvent se retrouver stockées dans des réservoirs naturels (lacs) ou artificiels (barrages), de profondeur variable. La surface d'échange se retrouve alors quasiment immobile.
La composition des eaux de surface est extrêmement variable, liée à la nature des terrains traversés et aux échanges eau/atmosphère (les eaux se chargeant en gaz dissous : oxygène, CO2, azote, etc.). Il faut noter :
- présence d'oxygène dissous ;
- concentration importante en matière en suspension ;
- présence de matières organiques ;
- présence de plancton ;
- variations journalières ou saisonnières (température, fonte des neiges, chute de feuilles, etc.).

De par l'influence de tous ces paramètres, les eaux de surface sont rarement potables sans traitement. Elles sont généralement polluées bactériologiquement et présentent éventuellement plusieurs pollutions dont l'origine peut être :
- urbaine (rejet de station d'épuration) ;
- industrielle (solvants, hydrocarbures, produits de synthèse, métaux lourds, produits toxiques, etc.) ;
- agricole (pesticides, herbicides, nitrates, rejets organiques, etc.).

### Eaux de mer et eaux saumâtres
Les eaux de mer et les eaux saumâtres sont caractérisées par une salinité importante. Selon leurs origines (pleine mer, estran, estuaire) les caractéristiques physiques sont très variables : turbidité, matières en suspension, présence de plancton, teneur en sable, pollution par des rejets urbains ou industriels, influence des fleuves, influence de la marée, température de l'eau, etc.
À cause de sa forte concentration en sels, l'eau de mer n'est pas potable et nécessite une importante désalinisation, par contre, comme l'a démontré Alain Bombard le jus extrait des poissons est tout à fait potable.

### Condensationde l’humidité de l'air
L'eau est présente dans l'atmosphère sous forme gazeuse à moins que sa concentration ait augmenté jusqu'au point de rosée où elle devient brouillard puis liquide. Le point de saturation, défini dans un diagramme de Mollier, varie aussi en fonction de la température et de la pression (cf. Psychrométrie, Air humide pour plus d'informations). La fraîcheur de la nuit la précipite à l'aurore sur les feuilles d'arbres ou toute surface formant un réceptacle adéquat. C'est ainsi que certains insectes peuvent recueillir de minuscules gouttelettes dans le désert du Sahara le matin. L'eau peut aussi être précipitée sur des corps froids. Il est possible de collecter une grande quantité d'eau potable en mer grâce à une masse métallique flottante. Certains procédés de perte d'énergie par rayonnement thermique permettent aussi une condensation de l'eau de l'atmosphère (refroidissement).
Dans certaines zones désertiques, l'humidité contenue dans les nuages ou dans l'air peut être captée par une simple plaque métallique légèrement refroidie.
On peut ainsi « piéger le brouillard » pour produire de l’eau potable sur des sommets, à l'aide de grands filets à fines mailles, accrochés entre des poteaux de bois, comme des écrans en plein air. En contrebas, une citerne alimente un robinet. Ce système est utilisé en Amérique du Sud ou en Afrique (écoles, villages, etc.). L'approvisionnement en eau par ce moyen est irrégulier et imprévisible, mais connaît de plus en plus de succès dans les régions pauvres ou sans aucune autre ressource en eau potable.
La production d'eau potable par condensation de l'air peut aussi se faire à partir de l'énergie éolienne ou solaire,.

## Normes de traitement
Le tableau ci-dessous ne liste pas tous les paramètres existants, mais donne les valeurs limites ou de références pour les paramètres les plus courants.
Limite de qualitévaleur maximale à ne pas dépasser pour éviter une non-conformité et une toxicité de l'eau.
Référence de qualitévaleur guide à atteindre, mais dont le dépassement n'engendre pas de toxicité de l'eau.
|                                          | OMS       | États-Unis | UE                | UE                   | Allemagne         | Allemagne            | Grande Bretagne   | Grande Bretagne      | France            | France                    |
| ---------------------------------------- | --------- | ---------- | ----------------- | -------------------- | ----------------- | -------------------- | ----------------- | -------------------- | ----------------- | ------------------------- |
|                                          |           |            | Limite de qualité | Référence de qualité | Limite de qualité | Référence de qualité | Limite de qualité | Référence de qualité | Limite de qualité | Référence de qualité      |
| 1,2-Dichloroéthane                       | 30 μg/l   | 5 μg/l     | 3 μg/l            |                      | 3 μg/l            |                      | 3 μg/l            |                      | 3 μg/l            |                           |
| Aluminium total                          | 200 μg/l  | 200 μg/l   |                   | 200 μg/l             |                   | 200 μg/l             | 200 μg/l          |                      |                   | 200 μg/l                  |
| Ammonium                                 |           |            |                   | 0,5 mg/l             |                   | 0,5 mg/l             |                   | 0,5 mg/l             |                   | 0,1 mg/l                  |
| Antimoine                                | 20 μg/l   | 6 μg/l     | 5 μg/l            |                      | 5 μg/l            |                      | 5 μg/l            |                      | 5 μg/l            |                           |
| Arsenic                                  | 10 μg/l   | 10 μg/l    | 10 μg/l           |                      | 10 μg/l           |                      | 10 μg/l           |                      | 10 μg/l           |                           |
| Bactéries coliformes                     |           | 5/100 ml   | 0/100 ml          |                      |                   | 0/100 ml             |                   | 0/100 ml             |                   | 0/100 ml                  |
| Bactéries sulfato-réductrices            |           |            |                   |                      |                   | 0/100 ml             |                   | 0/100 ml             |                   | 0/100 ml                  |
| Baryum                                   | 0,7 mg/l  | 2 mg/l     |                   |                      |                   |                      |                   |                      | 0,7 mg/l          |                           |
| Benzène                                  | 10 μg/l   | 5 μg/l     | 1 μg/l            |                      | 1 μg/l            |                      | 1 μg/l            |                      | 1 μg/l            |                           |
| Benzopyrène                              | 0,7 μg/l  | 0,2 μg/l   | 0,01 μg/l         |                      | 0,01 μg/l         |                      | 0,01 μg/l         |                      | 0,01 μg/l         |                           |
| Bore                                     | 0,5 mg/l  |            | 1 mg/l            |                      | 1 mg/l            |                      | 1 mg/l            |                      | 1 mg/l            |                           |
| Bromates                                 | 0,01 mg/l | 10 μg/l    | 10 μg/l           |                      | 10 μg/l           |                      | 10 μg/l           |                      | 10 μg/l           |                           |
| Cadmium                                  | 3 μg/l    | 5 μg/l     | 5 μg/l            |                      | 5 μg/l            |                      | 5 μg/l            |                      | 5 μg/l            |                           |
| Carbone organique total (COT)            |           |            |                   |                      |                   |                      |                   |                      |                   | 2 mg/l                    |
| chlorites                                | 0,7 mg/l  | 1 mg/l     |                   |                      |                   |                      |                   |                      |                   | 0,2 mg/l                  |
| Chlorure de vinyle                       | 0,3 μg/l  | 2 μg/l     | 0,5 μg/l          |                      | 0,5 μg/l          |                      | 0,5 μg/l          |                      | 0,5 μg/l          |                           |
| Chlorures                                |           |            |                   | 250 mg/l             |                   | 250 mg/l             |                   | 250 mg/l             |                   | 250 mg/l                  |
| Chrome                                   | 50 μg/l   |            | 50 μg/l           |                      | 50 μg/l           |                      | 50 μg/l           |                      | 50 μg/l           |                           |
| Conductivité                             |           |            |                   | 2 500 μS/cm à 20 °C  |                   | 2 500 μS/cm à 20 °C  |                   | 2 500 μS/cm à 20 °C  |                   | 180 à 1 000 μS/cm à 20 °C |
| Cuivre                                   | 2 mg/l    | 1 mg/l     | 2 mg/l            |                      | 2 mg/l            |                      | 2 mg/l            |                      | 2 mg/l            | 1 mg/l                    |
| Cryptosporidium                          |           | 0/100 ml   |                   |                      |                   |                      |                   |                      |                   |                           |
| Cyanures                                 | 70 μg/l   | 200 μg/l   | 50 μg/l           |                      | 50 μg/l           |                      | 50 μg/l           |                      | 50 μg/l           |                           |
| Épichlorohydrine                         | 0,4 μg/l  | 0 μg/l     | 0,1 μg/l          |                      | 0,1 μg/l          |                      | 0,1 μg/l          |                      | 0,1 μg/l          |                           |
| Fer                                      |           | 300 μg/l   |                   | 200 μg/l             |                   | 200 μg/l             | 200 μg/l          |                      |                   | 200 μg/l                  |
| Fluorures                                | 1,5 mg/l  | 2 mg/l     | 1,5 mg/l          |                      | 1,5 mg/l          |                      | 1,5 mg/l          |                      | 1,5 mg/l          |                           |
| Hydrocarbures aromatiques polycycliques  |           |            | 0,1 μg/l          |                      | 0,1 μg/l          |                      | 0,1 μg/l          |                      | 0,1 μg/l          |                           |
| Manganèse                                | 400 μg/l  | 50 μg/l    |                   | 50 μg/l              |                   | 50 μg/l              | 50                |                      |                   | 50 μg/l                   |
| Mercure                                  | 6 μg/l    | 2 μg/l     | 1 μg/l            |                      | 1 μg/l            |                      | 1 μg/l            |                      | 1 μg/l            |                           |
| Microcystine-LR                          | 1 μg/l    |            |                   |                      |                   |                      |                   |                      | 1 μg/l            |                           |
| Nickel                                   | 10 μg/l   |            | 20 μg/l           |                      | 20 μg/l           |                      | 20 μg/l           |                      | 20 μg/l           |                           |
| Nitrates                                 | 50 mg/l   | 10 mg/l    | 50 mg/l           |                      | 50 mg/l           |                      | 50 mg/l           |                      | 50 mg/l           |                           |
| Nitrites                                 | 3 mg/l    | 1 mg/l     | 0,5 mg/l          |                      | 0,5 mg/l          |                      | 0,5 mg/l          |                      | 0,1 mg/l          |                           |
| Oxydabilité au permanganate de potassium |           |            |                   | 5 mg/l O2            |                   |                      |                   |                      |                   | 5 mg/l O2                 |
| Pesticides                               |           |            | 0,1 μg/l          |                      | 0,1 μg/l          |                      | 0,1 μg/l          |                      | 0,1 μg/l          |                           |
| pH                                       |           | 6,5 à 8,5  |                   | 6,5 à 9,5            |                   | 6,5 à 9,5            | 6,5 à 10          |                      |                   | 6,5 à 9                   |
| Plomb                                    | 10 μg/l   | 1 μg/l     | 10 μg/l           |                      | 10 μg/l           |                      | 10 μg/l           |                      | 10 μg/l           |                           |
| Sélénium                                 | 10 μg/l   | 50 μg/l    | 10 μg/l           |                      | 10 μg/l           |                      | 10 μg/l           |                      | 10 μg/l           |                           |
| Sodium                                   |           |            |                   | 200 mg/l             |                   | 200 mg/l             | 200               |                      |                   | 200 mg/l                  |
| Sulfates                                 |           | 250 mg/l   |                   | 250 mg/l             |                   | 240 mg/l             |                   | 250 mg/l             |                   | 250 mg/l                  |
| Température                              |           |            |                   |                      |                   |                      | 3 à 25 °C         |                      |                   | 25 °C                     |
| Tétrachloroéthylène et trichloroéthylène | 40 μg/l   | 5 μg/l     | 10 μg/l           |                      | 10 μg/l           |                      | 10 μg/l           |                      | 10 μg/l           |                           |
| Total pesticides                         |           |            | 0,5 μg/l          |                      | 0,5 μg/l          |                      | 0,5 μg/l          |                      | 0,5 μg/l          |                           |
| Total trihalométhanes (THM)              | 20 μg/l   | 80 μg/l    | 100 μg/l          |                      | 50 μg/l           |                      | 100 μg/l          |                      | 100 μg/l          |                           |
| Turbidité                                |           | n/a        |                   |                      |                   | 1 NFU                | 4 NFU             | 1 NFU                | 1 NFU             | 0,5 NFU                   |

## Traitement

### Dégraissage
Les opérations de dégraissage et de déshuilage consistent à séparer des produits de densité légèrement inférieure à l’eau (huile, graisse, produits pétroliers) par effet de flottation, naturelle ou assistée en utilisant des obstacles flottants ou des jeux de chicanes verticales.

### Dégrillage et dessablage
Traitement effectué sur une eau brute et permettant de retirer les objets entraînés par un cours d'eau (branches, feuilles, etc.) mais aussi toutes les particules solides en suspension telles que le sable.

### Coagulation et floculation
La coagulation et la floculation sont au cœur du traitement de l'eau potable. On ajoute tout d'abord un coagulant, qui a pour effet de neutraliser la charge des particules colloïdales (responsables entre autres de la couleur et turbidité), de sorte qu'elles ne se repoussent plus les unes les autres. On l'ajoute juste avant, ou dans un bassin à mélange rapide pour un effet plus rapide. On injecte ensuite un floculant ou aide-coagulant, ce qui a pour effet d'agglutiner toutes les particules devenues neutres, c'est-à-dire de les rassembler pour qu'elles forment des flocons assez gros pour se sédimenter (couler au fond). Cette étape a lieu dans un bassin à mélange plus lent pour éviter de briser les flocons une fois formés, mais obtenir tout de même un effet de diffusion.

### Décantation
L'étape de décantation suit la coagulation et la floculation et précède la filtration. Une fois le floculant ou aide-coagulant injecté et mélangé à l'eau, cette dernière est dirigée vers les bassins de sédimentation aussi appelés « décanteurs ». Ce sont de gros bassins avec un temps de rétention assez élevé pour permettre aux flocons qui formaient la turbidité et la couleur de couler au fond du bassin et de s'accumuler pour former de la boue qui devra être régulièrement extraite pour prévenir les accumulations. L'eau sera ensuite acheminée vers les filtres qui enlèveront les plus petites particules qui n'auront pas sédimenté ou décanté lors de l'étape précédente.

### Filtration
L'eau est passée à travers un filtre qui intercepte les petites particules. Plus petites sont les mailles du filtre, plus petite doit être une particule pour passer. La filtration peut être accomplie comme traitement tertiaire d'une eau brute, comme traitement secondaire d'une eau usée ou comme unique traitement si on parle d'une filtration transmembranaire. Les filtres les plus communs dans les stations de traitement d'eau sont les filtres au sable et à l'anthracite. Les filtres assurent que l'eau qui en sort respecte les normes en vigueur (ou mieux) en ce qui concerne la turbidité (la couleur ayant été enlevée par l'étape précédente).
Les virus et bactéries peuvent toutefois passer au travers des filtres c'est pourquoi l'étape finale de désinfection est obligatoire.
En lieu et place d'une désinfection, il est possible d'avoir recours à l'ultrafiltration. L'ultrafiltration peut être utilisée pour produire de l'eau potable par exemple à partir d'eaux de surface (eaux de rivières, mares, puits ou eaux saumâtres). Des systèmes d'ultrafiltration ont été développés au XXe siècle pour la production d'eau potable, mais ils restent coûteux et peu adaptés à la production rapide d'un grand volume d'eau potable. De nouveaux systèmes purement mécaniques permettent de produire jusqu'à 1 000 litres d’eau par heure soit 700 000 litres par mois.

### Filtration sur charbon actif
Le charbon actif, un composé à haute teneur en carbone, adsorbe beaucoup d'autres composés dont certains toxiques. Le chlore est éliminé par catalyse et les organites sont éliminés par adsorption. Le charbon actif est utilisé sous forme de grain ou de poudre. Dans le cas du grain, l'eau percole à travers un lit de charbon actif, issu de la noix de coco ou du charbon minéral, pour la purifier de ces composés. Lorsque le charbon actif est utilisé sous forme de poudre, il est ajouté à l'eau sous forme de suspension puis décanté ou filtré. Cette méthode est également utilisée pour filtrer l'eau des ménages et l'eau des aquariums.
Une paille à usage individuel existe et utilise deux filtres textiles (un en polyéthylène et l'autre en polyester) qui permettent de retenir les particules qui dépassent quinze micromètres. Elle a ensuite une troisième partition qui contient des billes en résine imprégnées d'iode, ce qui permet la destruction des microbes dont ceux responsables du choléra, de la typhoïde et de la dysenterie. Elle est capable de filtrer environ 700 litres d'eau soit la consommation annuelle d'un être humain. Cette paille LifeStraw (en) permet de boire directement dans une rivière ou une eau stagnante.

### Désinfection
La désinfection permet d'éliminer les bactéries et les virus, certaines usines de production d'eau potable utilisent l'ozone (O3). La faible liaison des trois atomes d'oxygène de la molécule d'ozone confère à ce gaz une grande capacité oxydante : en oxydant toutes les substances organiques, l'ozone inactive les pesticides et les micro-organismes pathogènes.
La désinfection est le plus souvent effectuée au moyen de chlore. Selon l'OMS, 2 à 3 mg/L de chlore devraient être ajoutés à l'eau, le maximum étant de 5 mg/L.
Aux États-Unis, la quantité résiduelle maximum de chlore est 4 mg/L, ceci afin de permettre aux distributeurs d'eau de respecter la quantité résiduelle minimum de 0,02 mg/L (mesuré en bout de ligne) fixée par la loi.
Il n'existe pas de norme européenne concernant la quantité de chlore utilisée pour la désinfection de l'eau de distribution, cependant, certains pays européens possèdent des normes nationales :
- en Belgique, le maximum est de 0,25 mg/L ;
- en France, le maximum est défini comme suit : « Absence d'odeur ou de saveur désagréable et pas de changement anormal[23] ».

## Autres techniques de purification

### Ébullition
L'eau est maintenue à ébullition un temps suffisamment long pour inactiver ou tuer les microorganismes qui vivent dans l'eau à température ambiante. L'ébullition n'élimine pas les solutés qui ont une température d'ébullition supérieure à celle de l'eau, au contraire leur concentration peut augmenter si de l'eau s'évapore. L'autoclave ou l'autocuiseur affine et améliore le procédé en y ajoutant une pression élevée, qui évite la fuite de l'eau et augmente sa température d'ébullition.

### Distillation

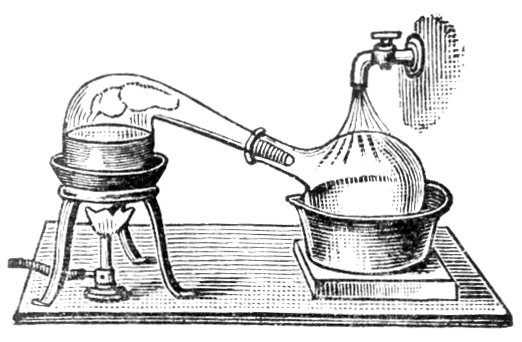
Distillation par alambic.

Pour la distillation, on fait bouillir l'eau de façon à produire de la vapeur, qui s'élève, et est mise en contact avec une surface refroidie où la vapeur se condense à nouveau en eau liquide qui peut être recueillie. Les solutés ne se vaporisent normalement pas et restent ainsi dans la solution mise à bouillir. Cela dit, même la distillation ne purifie pas complètement l'eau, du fait de contaminants ayant à peu près la même température d'ébullition que l'eau, et de gouttelettes d'eau non vaporisée transportées avec la vapeur.

### Osmose inverse
Dans l'osmose inverse, une forte pression (des milliers d'hectopascals) est appliquée à une solution impure pour forcer l'eau à passer à travers une membrane semi-perméable. Ce procédé est appelé « osmose inverse » parce que l'osmose normale verrait l'eau pure se déplacer dans l'autre sens pour diluer les impuretés. L'osmose inverse est en théorie la meilleure méthode pour la purification à grande échelle de l'eau, mais il est difficile de créer de bonnes membranes semi-perméables. Selon le type de membrane on obtient 85 à 98 % d'élimination des ions inorganiques, 99 % des colloïdes, bactéries, pyrogènes et virus, et 80 à 98 % de la silice. Cette méthode, parfois appelée « hyperfiltration », est par exemple utilisée pour produire environ 90 % de l'eau potable distribuée le long de la côte belge à partir du traitement des eaux usées dans une station d'épuration : l'eau produite par osmose inverse subit une photo-oxydation par rayonnement ultraviolet puis est filtrée dans les dunes de sable, pendant environ quarante jours, avant d'être pompée et distribuée en eau potable.
Il s’agit d’un procédé physique de déminéralisation non polluant, sans adjonction de produits chimiques.
Le procédé d'osmose inverse utilise une membrane semi-perméable afin de séparer les solides dissous, la matière organique, les virus et les bactéries de l'eau.
En fonctionnement, l'eau est pressée sur le module. Elle pénètre au travers des couches de la membrane, et est recueillie dans le support poreux (perméat). Les sels retenus sont directement évacués au rejet (concentrat/saumure).
Les appareils classiques du commerce produisent 9 L de concentrat pour 1 L d'eau déminéralisée produite. Ce concentrat peut être utilisé dans une certaine mesure pour d'autres usages, mais lorsqu'il est jeté, il en résulte un certain gaspillage de l'eau, dans un rapport de un à dix. Des appareils plus récents — avec pompe booster afin d'optimiser la pression — réduisent ce ratio jusqu'à 1 L pour 1 L.

### Déminéralisation par échange d'ions
Pour la déminéralisation par échange d'ions, l'eau est passée à travers une colonne chargée de résine échangeuse d'ion qui capte les ions en libérant en échange des ions hydroxydes (pour les ions négativement chargés : sulfate, carbonates, etc.) ou hydronium (pour les ions positifs : calcium, magnésium, autres métaux, etc.), qui se recombinent pour reformer de l'eau. Dans de nombreux laboratoires, cette méthode de purification a remplacé la distillation car elle procure un grand volume d'eau très pure plus rapidement et en consommant moins d'énergie. L'eau obtenue de cette façon est appelée « eau désionisée » ou « eau déminéralisée ». Contrairement à la distillation, la déminéralisation permet une production à la demande. Les résines échangeuses d'ions sont parfois couplées à une post-filtration afin d'éliminer les particules issues de la résine.

### Électrodialyse
Dans l’électrodialyse, on utilise des membranes échangeuses d’ions. La force motrice est le courant électrique qui permet l’élimination des ions de la solution devant par exemple être dessalée (eau de mer, eau saumâtre): plus l'eau est salée, plus la consommation électrique est importante.

### Photo-oxydation
Dans la photo-oxydation, l'eau subit un rayonnement ultraviolet de haute intensité. Cela permet de cliver et d'ioniser les composés organiques, qui peuvent ensuite être éliminés dans les colonnes échangeuses d'ions. Cela provoque en outre l'apparition de composés oxydants, capables de détruire les micro-organismes et certaines molécules.